# Linha Tozai
Tozai é uma das duas linhas do metro de Quioto, no Japão. Foi inaugurada em 1997 e circula entre as estações de Rokujizo e Nijo. Tem um total de 17 estações.